# Никифоров, Павел Михайлович
Па́вел Миха́йлович Ники́форов (5 [17] июня 1884, Санкт-Петербург — 2 ноября 1944, Москва, РСФСР, СССР) — советский геофизик, сейсмолог, член-корреспондент Академии наук СССР (1932).

## Биография
Отец П. М. Никифорова был парикмахером Санкт-Петербургских Императорских театров, работал главным образом в Мариинском театре, умер в 1900 г. После его смерти вдова была принята в тот же театр на его должность. На её заработок жила семья. Несмотря на трудности, мать старалась дать детям хорошее образование.
Павел Михайлович успешно окончил в 1902 г. классическую гимназию и в том же году поступил в Императорский Санкт-Петербургский университет на естественное отделение, а в 1905 году был зачислен на математическое отделение физико-математического факультета. Учась одновременно на двух отделениях, Павел Михайлович проявил свои способности и увлечение естественными науками — физикой и математикой
В 1908 году окончил Санкт-Петербургский университет, работал учёным секретарём постоянной центральной сейсмической комиссии под руководством Б. Б. Голицына.
В 1908—1921 годах работал в Физическом кабинете и Сейсмической комиссии Aкадемии наук.
В 1923—1929 годах работал в Институте прикладной геофизики
- с 1924 год заведовал сейсмическим отделом Физико-математического института АН СССР и сейсмической сетью АН СССР.
- с 1926 год и по 1934 год — заведующий кафедрой геофизики ЛГУ
- 1928 год — стал организатором Сейсмологического института АН СССР. Оставался его директором до своей смерти в 1944 году.

В 1932 году вступил в ВКП(б) и был избран членом-корреспондентом АН СССР
В 1933—1934 годах — профессор Горного института в Ленинграде.

## Вклад в науку
В 1921—1923 годах одним из первых выполнил вариометрические определения в pайоне Курской магнитной аномалии.
В 1924 году он создал гравитационный вариометр собственной конструкции и выполнил гравиметрическую съёмку на Урале (1924) и в Кривом Роге (1925), также в Средней Азии и Крыму (1928).
Создал сейсмограф собственной конструкции для регистрации близких землетрясений. Этот прибор обладал высокой чувствительностью — при записи увеличивал смещение грунта в 5000 раз и кроме того имел небольшой вес и габариты.
Организовал систематические наблюдения за сейсмичностью на территории СССР, для чего им была создана постоянно действующая сеть региональных сейсмических станций в Крыму, на Кавказе и в Средней Азии. Результатом этой работы стала первая карта сейсмичности территории СССР (1935).
Для исследования глубинного строения земной коры и для выявления нефтеносных структур разработал сейсмические методы наблюдения за упругими волнами, возбуждаемыми взрывами.
Под руководством Никифорова с использованием результатов наблюдений за колебаниями зданий и инженерных сооружений при взрывах были разработаны первые нормы сейсмостойкого строительства в СССР.

## Членство в организациях
П. М. Никифоров был избран членом научных обществ:
- 1926 — Bureau International de Geophysique Appeiquee (Madrid)
- 1927 — Американское сейсмологическое общество[англ.]
- 1927 — Commission Seismique Internationale. Strasbourg (1927 год)
- 1927 — Немецкое физическое общество

## Награды и премии
- 1944 — орден Трудового Красного Знамени (13.6.1944)